# Boots of Spanish Leather
Boots of Spanish Leather – piosenka skomponowana przez Boba Dylana, nagrana przez niego w sierpniu 1963 r. i wydana na trzecim studyjnym albumie The Times They Are a-Changin’ w styczniu 1964 r.

## Historia i charakter utworu
Ta kompozycja Dylana jest już obecnie klasykiem. 
Ballada ta jest piosenką miłosną, a właściwie – o końcu miłości. Gdy powstawał album The Times They Are a-Changin’ właśnie kończyła się miłość Dylana i Suze Rotolo, studentki literatury angielskiej, która zaznajomiła go z poezją i od której dowiedział się o zbieżności jego pseudonimu z nazwiskiem poety walijskiego Dylana Thomasa  Na albumie tym znajdują się dwa utwory związane z Suze Rotolo: „One Too Many Mornings” i „Boots of Spanish Leather”.
6 sierpnia 1963 r. Rotolo wyprowadziła się z ich wspólnego mieszkania.
Chociaż piosenka ta jest osobista Dylan dokonał zabiegu przenosząc historię do przeszłości. Nadał utworowi formę dialogu między kochankami wprowadzając zarówno archaiczny język, jak i strukturę kompozycji. Również cała sceneria żaglowych flot podczas sztormu cofa słuchacza do przeszłości.

W miarę konwersacji pomiędzy kochankami, Dylan coraz bardziej utożsamia się z kochankiem porzuconym, który powoli zaczyna sobie uświadamiać, że jest to koniec ich związku.
Od strony muzycznej ballada ta wykazuje duże podobieństwo do miłosnej ballady „Girl from the North Country”.

## Wersje Dylana
Piosenka ta była wykonywana przez Dylana głównie w latach 60. XX wieku.
- kwiecień 1963 r. – rejestracja utworu u wydawcy Dylana - Witmark Music.
- 12 kwietnia 1963 r. – pierwszy wielki koncert Dylana w „Town Hall” w Nowym Jorku. Występ został nagrany przez Columbię i wybrane utwory wraz z innymi piosenkami z dwóch dalszych koncertów miały zapełnić pierwszy koncertowy album artysty. Plany zostały jednak zarzucone i pozostały po nich jedynie wydrukowane okładki.
- 26 kwietnia 1963 r. – nagrania Dylana w chicagowskim radiu WFMT dla programu „Studs Terkel Wax Museum”.
- maj/czerwiec 1963 r. – nagrania w domu Tony’ego Glovera w Minneapolis w stanie Minnesota.
- 17 lipca 1963 r. – nagrania w domu Dave’a Whitakera w Minneapolis.
- 6 sierpnia 1963 r. – pierwsza sesja do albumu w Columbia Studio A w Nowym Jorku; pierwsze nagrania piosenki.
- 7 sierpnia 1963 r. – druga sesja do albumu w Columbia Studio A; ostateczne nagranie kompozycji, które ukazało się na albumie.
- 26 października 1963 r. – koncert w Carnegie Hall, pierwszy, na który Dylan zaprosił swoich rodziców. Występ został nagrany przez Columbię i wybrane utwory wraz z piosenkami z dwóch innych koncertów miały zapełnić pierwszy koncertowy album artysty. Plany zostały jednak zarzucone i pozostały po nich jedynie wydrukowane okładki.
- 1 czerwca 1965 r. – nagrania dla TV BBC; emisja tej części programu nastąpiła 19 czerwca 1965 r.

Dylan przestał właściwie wykonywać ten utwór w latach 70. XX wieku. W latach 80. wykonywał go sporadycznie, a bardziej regularnie od jego „Nigdy nie kończącego się tournée”, które zaczęło się w 1988 r.

## Inne wykonania
- Linda Mason – How Many Seas Must a White Dove Sail (1964)
- Joan Baez – Any Day Now (1968); Vanguard Sessions: Baez Sings Dylan (1998)
- Golden Gate Strings – Bob Dylan Songbook (1965)
- Richie Havens – Electric Havens (1966)
- Sebastian Cabot – Sebastian Cabot, Actor - Bob Dylan, Poet (1967)
- Dan McCafferty – Dan McCafferty (1975)
- Folkmill – Topelt rosin (1998)
- Nanci Griffith – Other Voices, Other Rooms (1993); Winter Marquee (2002)
- Dubliners – 30 Years a-Greying (1994)
- Seldom Scene – Scene It All (2000)
- Michel Montecrossa – Born in Time (2000)
- Michael Moore – Jewels and Binoculars (2000)
- Ida na albumie różnych wykonawców A Tribute to Bob Dylan, Volume 3: The Times They Are a-Changin’  (2000)
- Martin Simpson na albumie różnych wykonawców A Nod to Bob (2001)
- Robert Deeble – singel (2001)
- Gerry Murphy – Gerry Murphy Sings Bob Dylan (2002)
- Robert Deeble na albumie różnych wykonawców - May Your Song Always Be Sung: The Songs of Bob Dylan, Volume 3 (2003)
- Ted Tanner – Another Roadside Attraction (2006)
- T. Duggins – T. Duggens: Undone (2006)
- Dervish - Spirit (2003)